# Segmento E

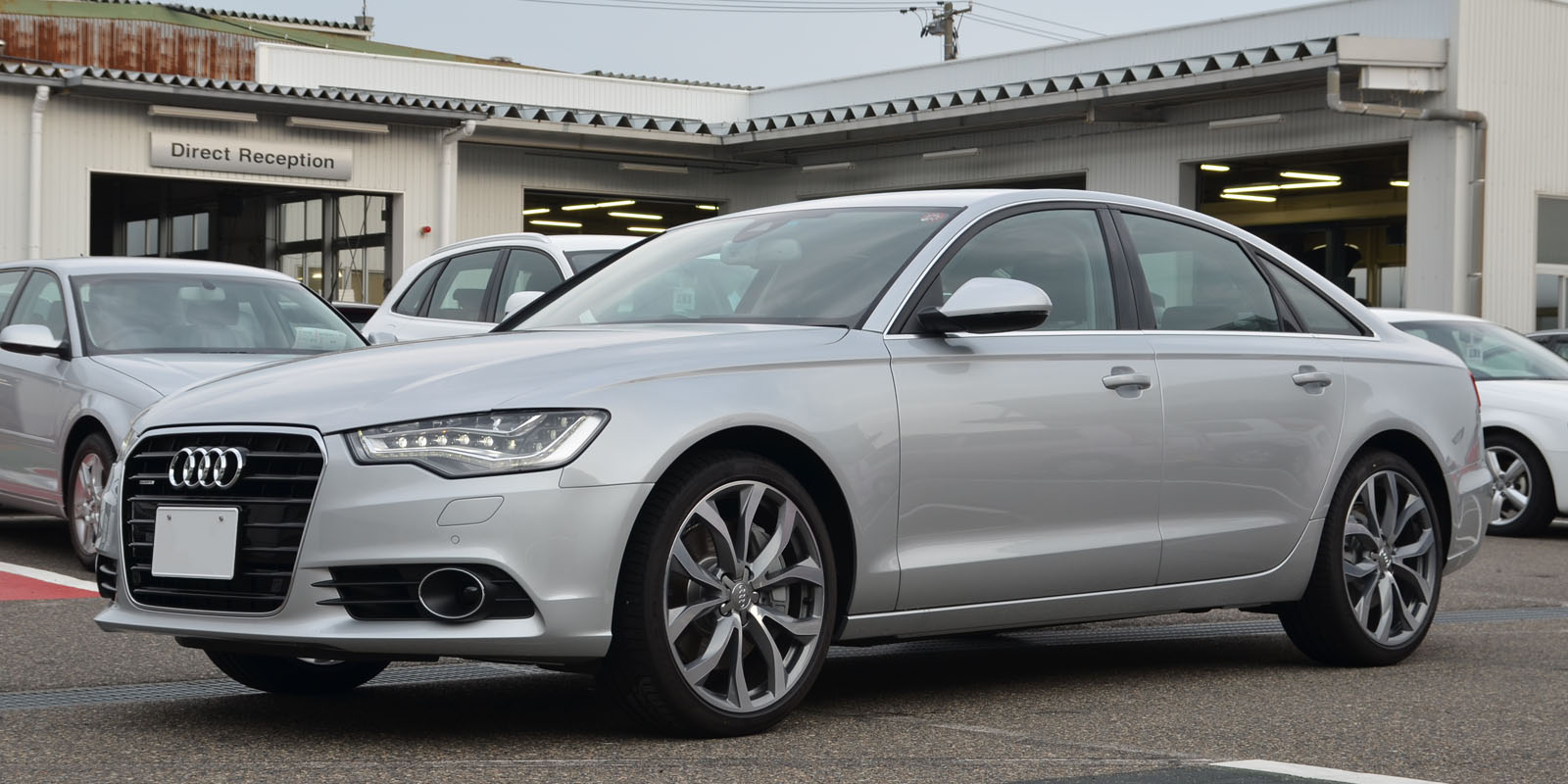
Audi A6

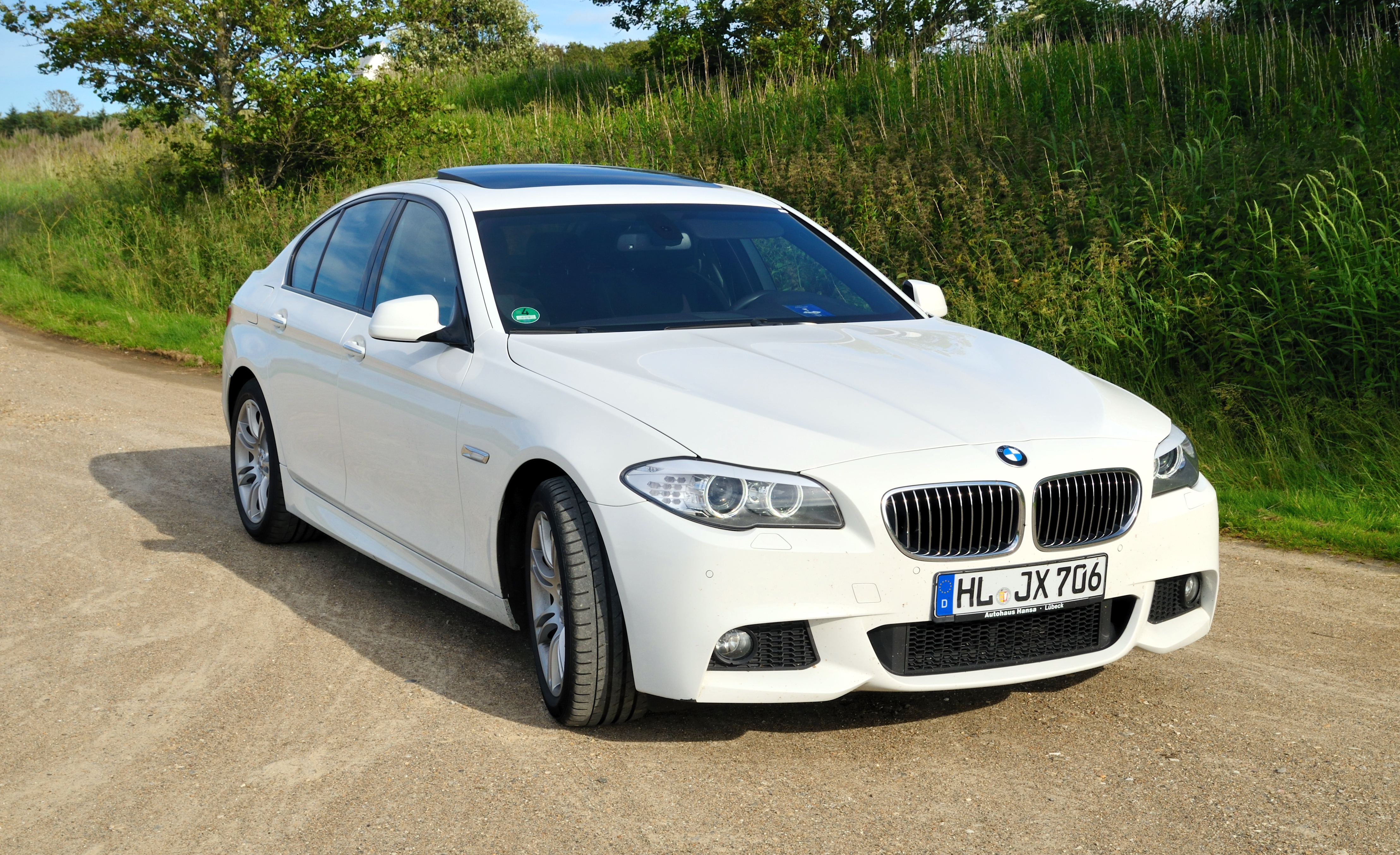
BMW Serie 5

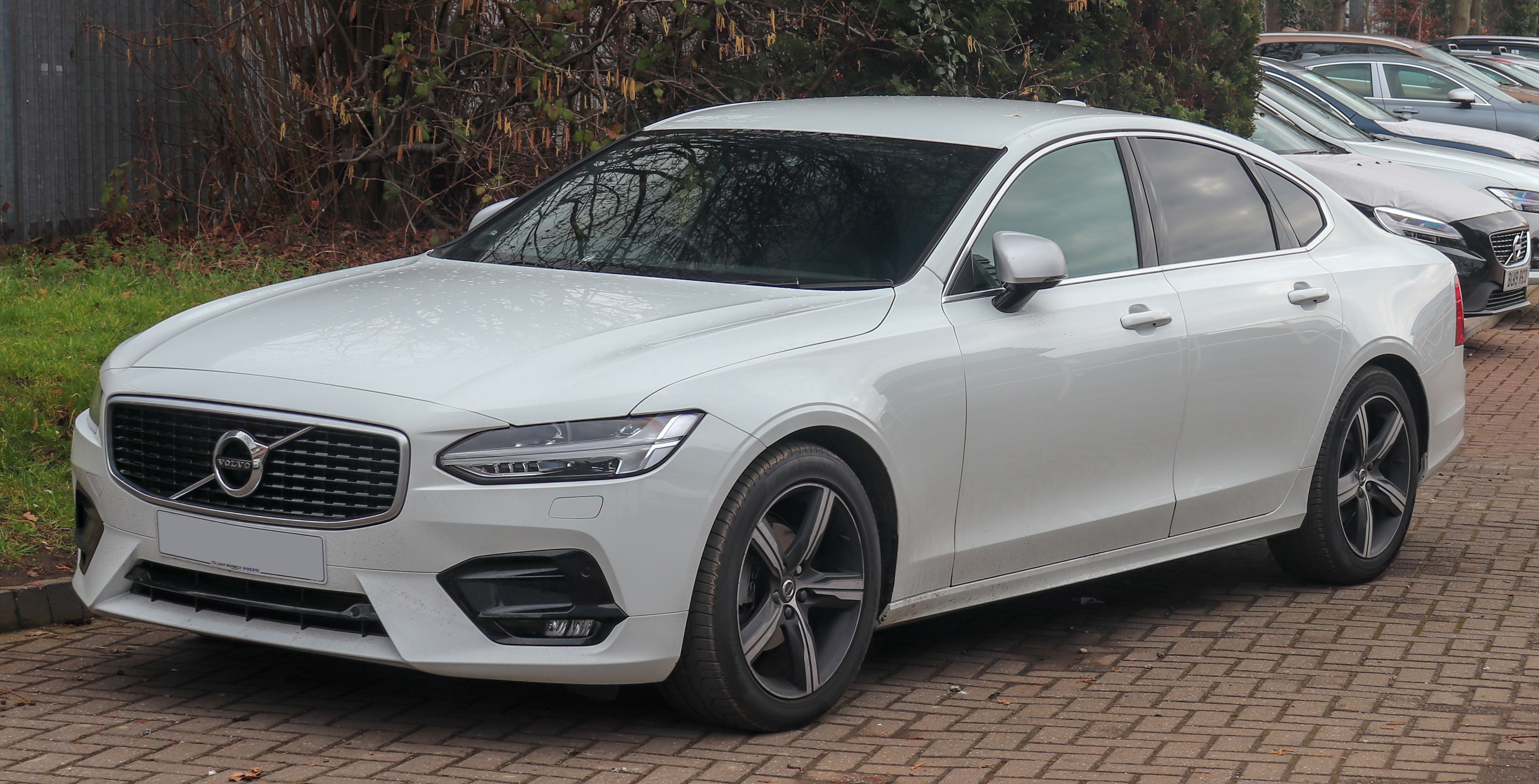
Volvo S90

El segmento E es un segmento de automóviles que se ubica entre los segmentos D y F. Generalmente tienen espacio para cinco adultos, aunque algunas características hacen que se adapte mejor para cuatro personas, por ejemplo debido a la forma de los asientos, o el túnel central trasero en el caso de modelos con tracción trasera.
Actualmente, estos automóviles miden aproximadamente entre 4,85 m y 4,95 m de largo, y predominan en carrocería sedán, liftback y familiar. Sus motores suelen tener entre cinco y ocho cilindros y entre 2,4 y 5,0 litros de cilindrada, aunque hay también cuatro cilindros de 2,0 litros y deportivos de hasta diez cilindros o 6,2 litros.
Un automóvil de turismo del segmento E se suele denominar "berlina grande" o "berlina mediana grande", aunque hay otros términos similares provenientes de otros idiomas. Un automóvil todoterreno de este segmento se llama "todoterreno mediano" o "mediano grande".

## Turismos de segmento E
- Audi A6
- Audi A7
- BMW Serie 5
- BMW Serie 6
- Buick LaCrosse
- Cadillac CT5
- DS 9
- Genesis G80
- Jaguar XF
- Lexus ES
- Maserati Ghibli
- Mercedes-Benz Clase E
- Mercedes-Benz Clase CLS
- Porsche Taycan
- Tesla Model S
- Volvo S90

## Todoterrenos / SUV
- Audi Q7
- Audi Q8
- BMW X5
- BMW X6
- Cadillac XT5
- Cadillac XT6
- Ford Explorer
- Genesis GV80
- Infiniti QX70
- Lexus RX
- Lincoln Aviator
- Mercedes-Benz Clase G
- Mercedes-Benz Clase GLE
- Mitsubishi Montero
- Tesla Model X
- Toyota Highlander
- Volkswagen Touareg
- Volvo XC90

A continuación se muestran modelos de firmas que ya no se encuentran en producción:
- Acura TL
- Alfa Romeo 164
- Alfa Romeo 166
- Audi 100
- Cadillac CTS
- Cadillac Seville
- Cadillac STS
- Chrysler 300M
- Chrysler 300C

- Citroën C6
- Citroën XM
- Ford Scorpio
- Ford Taurus
- Honda Legend
- Hyundai Grandeur
- Infiniti Q70
- Lancia Thema
- Lancia Thesis
- Lexus GS
- Lincoln MKZ
- Mazda 929 / Sentia
- Mercury Marauder
- Nissan Murano
- Opel Omega
- Opel Senator
- Peugeot 605
- Peugeot 607
- Renault 25
- Renault Safrane
- Rover 800
- Saab 9-5
- Volvo S80